# Škoda Kamiq

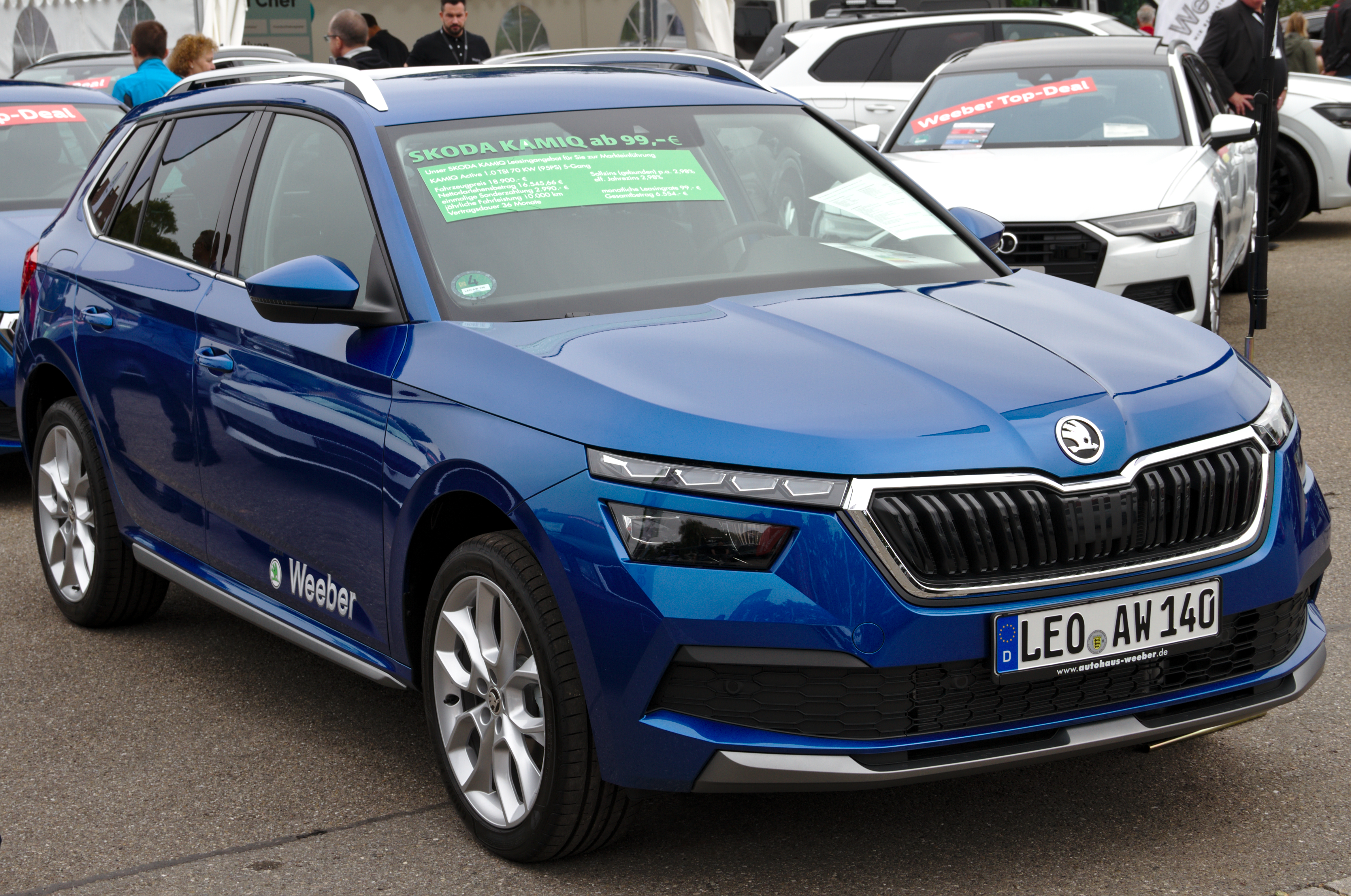
Škoda Kamiq

Škoda Kamiq je městský crossover a v pořadí čtvrté SUV značky Škoda. Vůz je menší než Škoda Karoq a Škoda Kodiaq. Pro čínský trh se vyrábí od roku 2018. Následující rok začal prodej podobného vozu se stejným jménem pro evropský trh.

## Název
Slovo kamiq je původem z inuktitutštiny, jazyka Inuitů, a do češtiny lze dle automobilky přeložit jako výraz pro něco, co „padne jako ulité“.

## Vývoj
Poprvé byl představen v dubnu 2018 na autosalonu Auto China 2018 v Pekingu, kde bylo uvedeno, že vůz je určený výhradně pro čínský trh. Poté společnost Škoda Auto oznámila, že uvede pro evropský trh podobné SUV stejného jména; jeho představení se konalo na únorovém autosalonu v Ženevě roku 2019 a jeho výroba pak byla zahájena v Mladé Boleslavi 9. července 2019.

## Evropská verze
Škoda Kamiq vychází z konceptu Vision X, který Škodováci poprvé veřejnosti představili v roce 2018 na autosalonu v Ženevě. Závěrem téhož roku pak v Jižní Americe začalo testování sériové verze, jejíž název byl poprvé veřejnosti představen v lednu roku 2019. Premiéra vozu proběhla na ženevském autosalonu v únoru 2019. Dodán prvním zákazníkům byl v září 2019.

### Specifikace
Vůz je postavený na platformě MQB ve verzi A0 od koncernu Volkswagen. Jde tedy o menší automobil o délce 4,2 metrů s náhonem na přední kola, podobný například Volkswagenu T-Cross nebo Škodě Scala. Právě s posledním zmíněným automobilem má Kamiq společný technický základ, některé designové prvky a interiér. Objem kufru má rovných 400 litrů, při sklopených zadních sedadel pak jde zavazadlový prostor rozšířit na 1 395 litrů.
Vůz se prodává s motory 1,0 TSI (70 nebo 85 kW) a 1,6 TDI (85 kW). Později do nabídky přibyl motor 1,0 G-Tec (66 kW), který kombinuje spalování benzínu a zemního plynu a také silnější benzínový čtyřválec 1,5 TSI (110 kW).

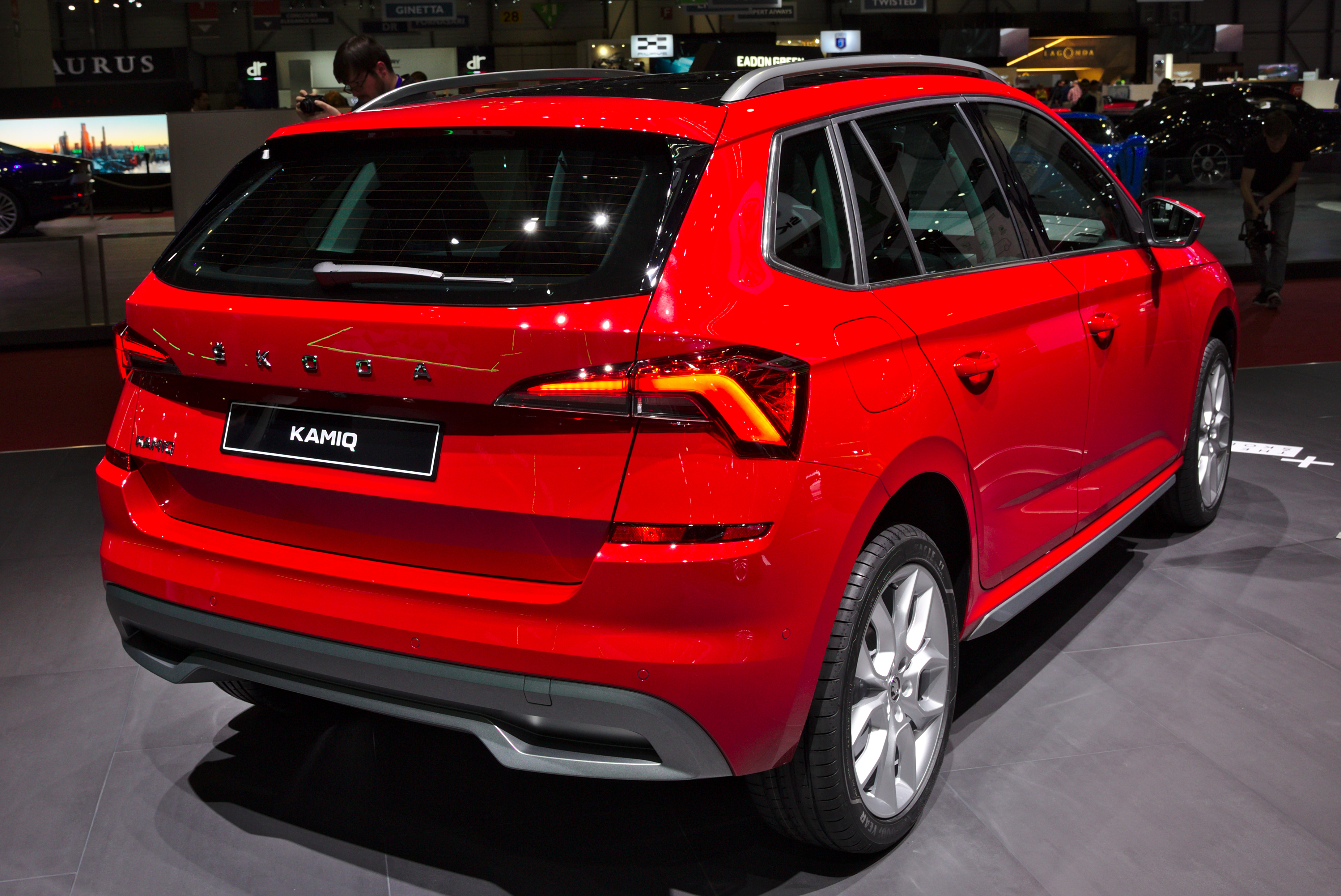
Zadní pohled na Škodu Kamiq
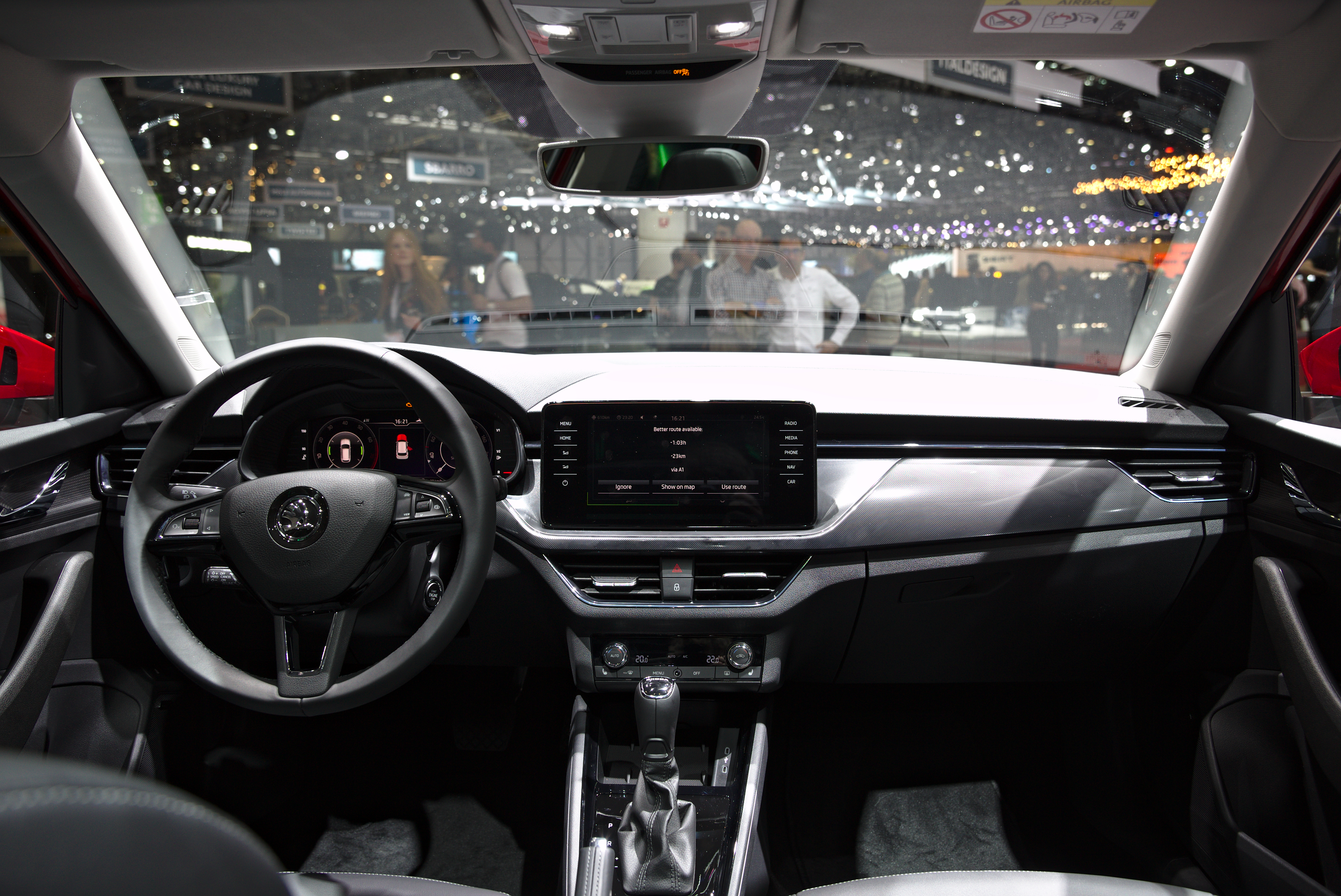
Interiér vozu

### Motory
| Označení  | Válců/ vent. | Výkon          | Točivý moment | Převodovka | K.spotřeba l/100 km | Max. rychlost | Zrychlení 0–100 km/h |
| --------- | ------------ | -------------- | ------------- | ---------- | ------------------- | ------------- | -------------------- |
| 1,0 TSI   | 3/4          | 70 kW (95 k)   | 175 Nm        | 5°M        | 5,1                 | 181           | 11,1                 |
| 1,0 TSI   | 3/4          | 81kW           | 200 Nm        | 6°M/7°DS   | 5,1                 | 194           | 9,9                  |
| 1,5 TSI   | 4/4          | 110 kW (150 k) | 250 Nm        | 6°M/7°DS   | 4,9                 | 213           | 8,3                  |
| 1,6 TDI   | 4/4          | 85 kW (115 k)  | 250 Nm        | 6°M/7°DS   | 4,2                 | 193           | 10,2                 |
| 1,0 G-Tec | 3/4          | 66 kW (90 k)   | 145 Nm        | 6°M        |                     |               |                      |

## Čínská verze
Škoda Kamiq pro čínský trh byla odhalena v dubnu roku 2018 na české ambasádě v Pekingu. Tato verze je oproti později představené evropské Škodě Kamiq o něco větší, na délku měří téměř 4,4 metru. V Číně se tento vůz nabízí v jedné motorové variantě, a to jako 1,5 TSI s výkonem 81 kW a automatickou šestistupňovou převodovkou.